# Noel Gallagher's High Flying Birds (album)
Noel Gallagher's High Flying Birds è l'album d'esordio del gruppo inglese omonimo. Prodotto dallo stesso Noel Gallagher e da David Sardy, produttore degli ultimi due dischi degli Oasis, Don't Believe the Truth (2005) e Dig Out Your Soul (2008), è uscito il 17 ottobre 2011 per l'etichetta Sour Mash Records.
Registrato a Londra e mixato a Los Angeles tra il 2010 e il 2011, contiene 10 tracce, due delle quali già note dai tempi degli Oasis: (I Wanna Live in a Dream in My) Record Machine e Stop the Clocks. Altre due, Everybody's on the Run e If I Had a Gun erano invece note perché trapelate su YouTube dopo che Noel le aveva eseguite nel 2009 durante due soundcheck rispettivamente a Rio de Janeiro e a Hong Kong.

## Pubblicazione
Il 30 agosto 2011 l'emittente americana Kroq Radio trasmette il brano If I Had a Gun durante un'intervista con lo stesso Noel. Due giorni dopo, il 1º settembre, la casa automobilistica inglese Vauxhall diffonde uno spot pubblicitario destinato al Regno Unito che include in sottofondo parte del brano AKA... What a Life!; la canzone completa viene trasmessa per la prima volta dall'emittente britannica Absolute Radio il 5 settembre e poche ore dopo viene pubblicata sul canale ufficiale YouTube di Noel Gallagher.
L'11 ottobre 2011, per celebrare la realizzazione dell'album, esclusivamente per gli iscritti al sito ufficiale, è stato possibile ascoltare il playback dello stesso album accompagnato da un filmato realizzato con immagini tratte dal documentario It's Never Too Late To Be What U Might Have Been presente nell'edizione speciale CD/DVD e iTunes LP di Noel Gallagher's High Flying Birds.
L'8 aprile 2012 è stata annunciata la realizzazione di una limited tour edition dell'album, per il Giappone, pubblicata il 16 maggio 2012, composta da un CD contenente, oltre le dieci tracce dell'album, le canzoni: A Simple Game Of Genius, The Good Rebel, Let The Lord Shine A Light On Me, Shoot a Hole Into the Sun e da un DVD che include la performance di Noel Gallagher agli NME Awards 2012, la trilogia Ride The Tiger e il video di Dream On.
Il 15 ottobre 2012 viene pubblicato International Magic Live At the O2, registrazione del concerto tenuto il 26 febbraio 2012 presso l'O2 Arena di Londra nella versione DVD e Blu-ray, contenente, inoltre, il set acustico tenuto da Noel Gallagher presso il Virgin Mobile Mod Club di Toronto, la trilogia video Ride the Tiger e la performance agli NME Awards 2012. Viene commercializzata, inoltre, una limited edition nel formato DVD con in aggiunta un CD chiamato Faster Than The Speed Of Magic, contenente i demo dell'album Noel Gallagher's High Flying Birds, i lati b dei singoli e Freaky Teeth, canzone inedita fatta ascoltare durante i concerti.

## Copertina
La copertina dell'album è stata realizzata dal fotografo Lawrence Watson con una Polaroid 50s nei pressi di una stazione di servizio di Beverly Hills, l'immagine è stata scelta dallo stesso Noel Gallagher che ha affermato: "sembra che io sia in piedi sotto le ali di un uccello che vola alto".

## Riscontro di pubblico
Il disco entra direttamente al primo posto della classifica britannica degli album più venduti domenica 23 ottobre, con oltre 120 000 copie vendute in 6 giorni. Risulta il secondo album più venduto al mondo nella settimana seguente la sua uscita; nonostante sia stato pubblicato a ottobre, risulta il secondo album rock più venduto nel Regno Unito nel 2011; il 2 marzo 2012 viene certificato dalla British Phonographic Industry (BPI) doppio disco di platino per le 600 000 copie vendute nel Regno Unito.

## Riconoscimenti
L'album viene premiato come "Best Album of the Year" ai "Bizarre Awards" e grazie ad esso Noel Gallagher ottiene la candidatura ai Brit Awards come "British Male Solo Artist",ben 4 nomination agli NME Awards: "Hero Of The Year", "Best Album", "Best Solo Artist", "Greatest Music Moment" ricevendo il "GODLIKE GENIUS AWARD", motivo per cui viene realizzata un'edizione speciale di 100 pagine di NME; Rolling Stone Spagna lo premia il 27 novembre 2011 come "Personaje Internacional Rolling del Año" "per aver dimostrato di saper plasmare il proprio talento in bellissime composizioni, nonostante non sia più nella sua precedente band". Il 24 ottobre 2011 ha, inoltre, vinto il "Q Icon Award 2011"; il 6 settembre 2012 ha ricevuto la nomination come miglior artista solista ai Q Awards 2012. .

## Critica
L'album ottiene un punteggio di 69 su Metacritic e viene inserito tra i 50 album migliori dell'anno da Mojo, NME, Q Magazine, Music Radar e Virgin; il Reader's Poll: The Best album of 2011 svolto da Rolling Stone vede l'album di Noel inserito nella top ten.

## Eventi

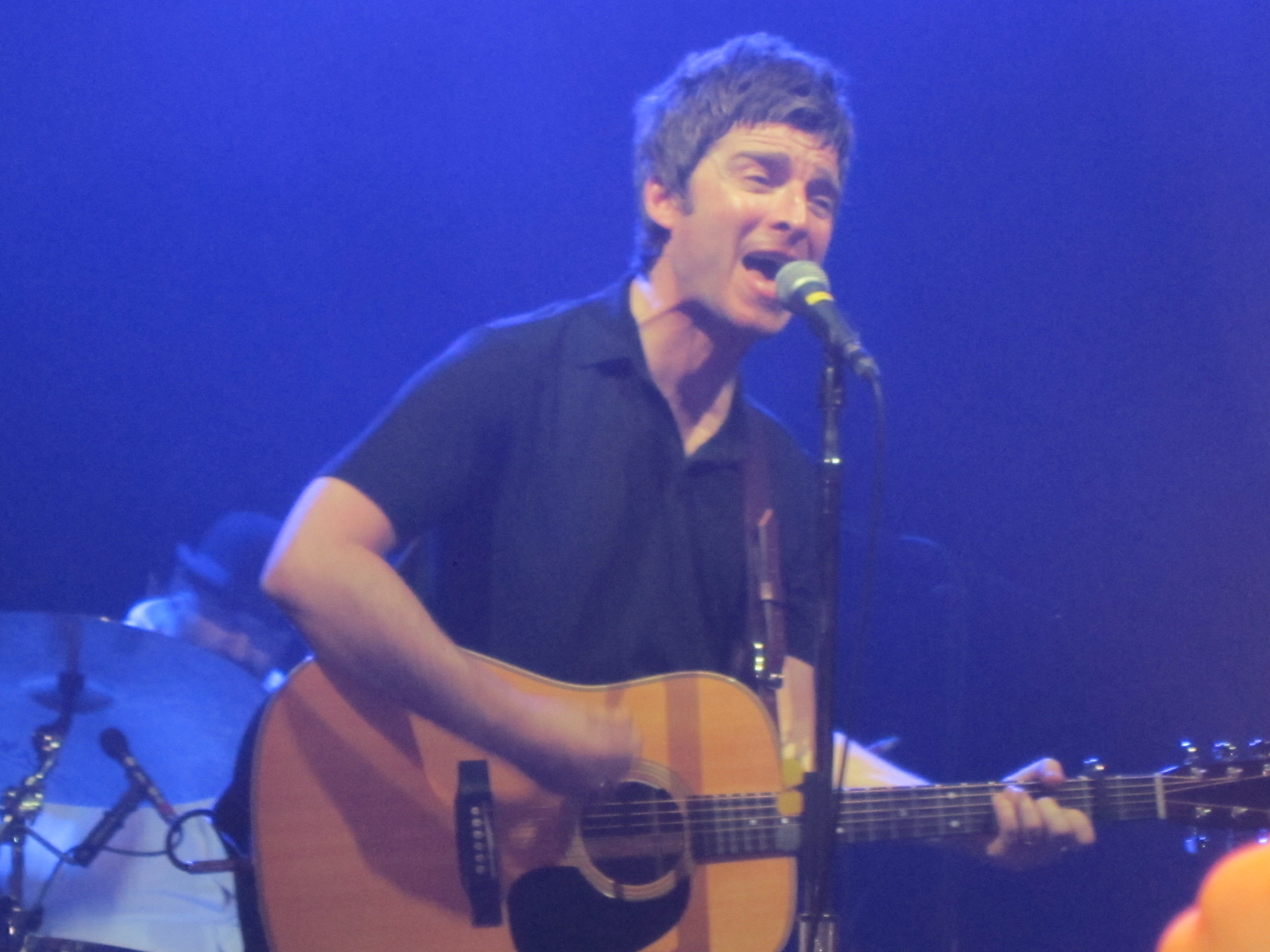
Noel Gallagher in concerto all'Atlantico di Roma il 13 marzo 2012

Quasi in contemporanea con la pubblicazione del primo album solista a Londra è stata aperta una mostra a lui dedicata, chiamata Lawrence Watson photographs Noel Gallagher. Il fotografo Lawrence Watson, infatti, ha immortalato nei suoi scatti i diciotto mesi che Noel ha trascorso per assemblare il disco di debutto. La mostra si è svolta presso il Londonewcastle Project Space della capitale britannica dal 27 ottobre al 13 novembre 2011; il medesimo allestimento è stato predisposto a Tokyo presso il Super Deluxe dal 12 al 15 gennaio 2012.
Per il lancio dell'album, sul mercato tedesco, del ritratto di Noel Gallagher realizzato da Klaus Voormann, e adoperato da Rolling Stone Germania per la copertina del 29 settembre 2011, sono state riprodotte e messe in vendita 204 copie numerate e firmate dallo stesso autore.
In concomitanza della pubblicazione di Noel Gallagher's High Flying Birds, Adidas, sponsor dell'artista, ha messo sul mercato le Training NG-72 cioè delle scarpe messe in commercio in edizione limitata (200 paia nel mondo) acquistabili solo presso l'Adidas Store No6 di Londra e No74 di Berlino.
Il concerto svolto presso l'O2 di Londra il 26 febbraio 2012 è stato diffuso, in diretta, in 80 sale cinematografiche inglesi appartenenti al circuito Vue Cinema.
Per celebrare il successo del primo album solista, Absolute Radio ha trasmesso il 4 marzo 2012 il documentario The Good Rebel - The Story of the Boy from Burnage.

## Utilizzi promozionali
La canzone If I Had a Gun... è stata usata nel settimo episodio della nona stagione di One Tree Hill, trasmesso il 21 febbraio 2012 sulla rete americana CW Network. La canzone Everybody's On The Run è stata scelta dall'emittente Fox per il promo della nuova serie televisiva Touch. AKA... What A Life è stata usata come colonna sonora del gioco F1 2012.

## Tracce
1. Everybody's on the Run – 5:30
2. Dream On – 4:29
3. If I Had a Gun... – 4:09
4. The Death of You and Me – 3:29
5. (I Wanna Live in a Dream in My) Record Machine – 4:23
6. AKA... What a Life! – 4:24
7. Soldier Boys and Jesus Freaks – 3:22
8. AKA... Broken Arrow – 3:35
9. (Stranded On) The Wrong Beach – 4:02
10. Stop the Clocks – 5:04

### Tracce bonus
Le versioni per iTunes e per il mercato giapponese includono come bonus track A Simple Game of Genius. La versione giapponese include anche The Good Rebel, già lato B di The Death of You and Me. "Alone on the Rope" è la bonus track prevista per la versione mp3 venduta su amazon e riservata al pubblico tedesco e statunitense, quest'ultima contiene anche Let The Lord Shine a Light on Me e The Good Rebel.

### Singoli e lati B
Il primo singolo estratto dal primo album è The Death of You and Me, ha come lato B The Good Rebel ed è stato pubblicato il 21 agosto 2011 in formato CD, vinile e download digitale. Il secondo singolo è una doppia uscita: AKA... What a Life! (solo per il Regno Unito), disponibile in download digitale dall'11 settembre 2011 e in formato CD e vinile dal 17 ottobre 2011, e If I Had a Gun... (per il resto del mondo) disponibile in download digitale, in formato CD e vinile dal 14 ottobre 2011. Quest'ultimo è stato messo sul mercato nel Regno Unito dal 26 dicembre come terzo singolo. Il lato B di AKA... What a Life! è Let the Lord Shine a Light On Me; il lato B di If I Had a Gun... è invece  I'd Pick You every Time. Il quarto singolo inglese, annunciato il 30 gennaio dal sito ufficiale, è Dream On. Il video è stato diffuso il 10 febbraio; la b-side è Shot a Hole Into the Sun ed è frutto della collaborazione di Noel Gallagher con gli Amorphous Androgynous. Questa b-side è stata trasmessa per la prima volta su BBC Radio 1 nel programma condotto da Zane Lowe il 20 febbraio del 2012. Il singolo è disponibile per il download dall'11 marzo e nel formato CD e vinile 12" (in edizione limitata di 3 000 copie numerate) dal 12 marzo.
I video di The Death of You and Me, Aka... What a Life e If I Had a Gun compongono una trilogia chiamata Ride the Tiger, trasmessa per la prima volta il 28 novembre 2011 e definita da Entertainment Weekly la miglior trilogia mai realizzata, superiore anche a quella di Axl Rose (composta da Don't Cry/November Rain/Estranged); il video di Aka... What a Life! è stato inserito nella top 20 dei The Most Awesome Music Videos Of 2011 stilata da Music Yahoo.
Gli UNKLE hanno realizzato il remix del singolo Aka...What a Life!, trasmesso per la prima volta da BBC Radio 1 il 2 dicembre 2011 nel corso del Pete Tong Show e pubblicato in edizione limitata nel formato vinile 12" il 9 febbraio 2012.
Il 16 marzo 2012 è stata annunciata, tramite il sito ufficiale, la realizzazione di Songs From The Great White North, in formato vinile 12" per il Record Store Day 2012 previsto per il 21 aprile; EP composto dai quattro lati B dei singoli estratti dall'album, che è risultato il più venduto dell'evento.
Il 30 luglio 2012 verrà pubblicato Everybody's on the Run, quinto singolo estratto dall'album, distribuito nel formato digitale, cd e vinile 12"; la b-side è il remix di AKA...What a Life! frutto della collaborazione con gli Amorphous Androgynous. Il video è stato trasmesso per la prima volta il 20 giugno 2012 e ha come protagonista l'attrice Mischa Barton; diversamente dai precedenti, esso ha visto alla regia Blake West anziché Mike Bruce; il video è stato nominato ai Q Awards 2012 come miglior video dell'anno.

## Formazione

### Membri principali
- Noel Gallagher - voce, chitarra, basso, tastiere (tracce 6, 7, 9 e 10), banjo, cori (tracce 7 e 9)
- Jeremy Stacey - batteria
- Mike Rowe - tastiere (eccetto traccia 9)

### Membri aggiuntivi
- Beccy Byrne – cori (tracce 2, 3, 5, 8 e 10)
- Mark Neary - contrabbasso (traccia 4), sega musicale (tracce 4 e 8) e bicchieri di vetro (traccia 9)
- Gary Alesbrook - tromba (tracce 2, 4, 7 e 10)
- Trevor Mires - trombone (tracce 2, 4, 7 e 10)
- Andrew Kinsman - sassofono (tracce 2, 4, 7 e 10)
- Jon Graboff - pedal steel guitar (traccia 3)
- Luis Jardim - percussioni (tracce 4, 8 e 10)
- Lenny Castro - percussioni (traccia 8)
- Paul "Strangeboy" Stacey - chitarra solista (traccia 10)
- David Sardy - programmazione (tracce 6 e 9)
- The Wired Strings (tracce 1 e 5)[60]
- Crouch End Festival Chorus (tracce 1, 5 e 10)[61]

## Classifiche
| Classifica (2011)         | Posizione massima |
| ------------------------- | ----------------- |
| Australia                 | 16                |
| Austria                   | 16                |
| Belgio (Fiandre)          | 10                |
| Belgio (Vallonia)         | 16                |
| Canada                    | 19                |
| Danimarca                 | 27                |
| Finlandia                 | 29                |
| Francia                   | 9                 |
| Germania                  | 11                |
| Giappone                  | 5                 |
| Irlanda                   | 1                 |
| Italia                    | 2                 |
| Messico                   | 53                |
| Norvegia                  | 12                |
| Nuova Zelanda             | 10                |
| Paesi Bassi               | 11                |
| Regno Unito               | 1                 |
| Regno Unito (independent) | 1                 |
| Scozia                    | 1                 |
| Spagna                    | 15                |
| Stati Uniti               | 28                |
| Stati Uniti (alternative) | 5                 |
| Stati Uniti (digital)     | 14                |
| Stati Uniti (rock)        | 5                 |
| Svezia                    | 21                |
| Svizzera                  | 10                |

## Date di pubblicazione
| Paese         | Data di pubblicazione | Formato                   | Etichetta         |
| ------------- | --------------------- | ------------------------- | ----------------- |
| Giappone      | 12 ottobre 2011       | CD, LP, download digitale | Sony Music Japan  |
| Australia     | 14 ottobre 2011       | CD, LP, download digitale | Sour Mash Records |
| Irlanda       | 14 ottobre 2011       | CD, LP, download digitale | Sour Mash Records |
| Nuova Zelanda | 14 ottobre 2011       | CD, LP, download digitale | Sour Mash Records |
| Regno Unito   | 16 ottobre 2011       | Download digitale         | Sour Mash Records |
| Regno Unito   | 17 ottobre 2011       | CD, LP                    | Sour Mash Records |
| Canada        | 8 novembre 2011       | CD, LP, download digitale | Sour Mash Records |
| Stati Uniti   | 8 novembre 2011       | CD, LP, download digitale | Sour Mash Records |